# Europeiska Ryssland

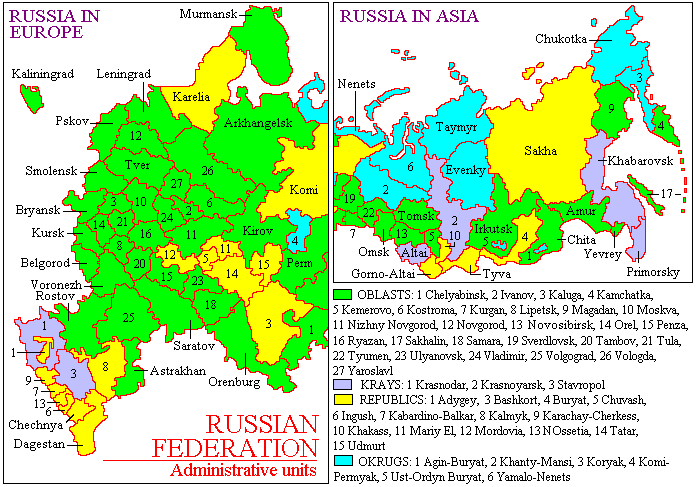
Europeiska- och Asiatiska Ryssland

Europeiska Ryssland refererar till de västra delarna av Ryssland, de som ligger i Europa. Traditionellt brukar gränsen för Europa dras igenom Uralbergen och Uralfloden, men denna definition är under diskussion.
Merparten av de ryska territorierna ligger i Asien medan majoriteten av Rysslands befolkning finns i de västra europeiska delarna. De senare omfattar exempelvis städer som Moskva och Sankt Petersburg. Under epoken för Tsarryssland användes termen Europeiska Ryssland om de östslaviska territorierna som var under rysk kontroll, så som dagens Belarus och merparten av Ukraina.